# 清水多栄
清水 多栄（しみず とみひで 1889年5月1日 - 1958年1月30日）は、日本の医学者、生化学者。

## 経歴
1889年（明治22年）、東京府西多摩郡に生まれる。1915年（大正4年）に京都帝国大学の荒木寅三郞（岡山にあった第三高等学校医学部の元教授）の医化学教室に入り、胆汁酸の研究を始める。1920年（大正9年）にドイツに留学。フライブルグ大学でハインリッヒ・ヴィーラントの下で学ぶ。1923年（大正12年）に岡山医科大学教授となり生化学教室を主宰した。
1927年（昭和2年）、熊胆からのウルソデオキシコール酸（UDCA）の単離・結晶化に成功。成功に至るまでヒキガエル4000匹、イモリ10万匹、さらにクマ、魚、鳥、豚など多くの動物から胆汁を採取したことが伝えられる。1928年（昭和3年）再渡欧して再びハインリッヒ・ヴィーラントの下で学ぶ。
1938年（昭和13年）5月、『胆汁酸の化学と生理』で帝国学士院賞を受賞。
1940年（昭和15年）に岡山医科大学長兼教授。1945年（昭和20年）に岡山医科大学学長を辞職するも、1946年（昭和21年）に広島県立医学専門学校の校長を兼任。同医専の医科大学昇格（広島県立医科大学）、新制医科大学（広島医科大学）、国立大学（広島大学）への移管に尽力した。
1950年（昭和25年）、日本学士院（当時の第二部自然科学部門）会員になる。同年11月14日には、新会員一同が昭和天皇から皇居に招かれ午餐を陪食。食事後には、清水を含む新会員が各自の研究を奏上した。
1952年（昭和27年）岡山大学学長に再選された。1958年（昭和33年）、在職中に心筋梗塞により死去。

## 著作
- 『膽汁酸の化學と生理』（研精堂印刷所 1936年）